# Allodessus
Allodessus är ett släkte av skalbaggar. Allodessus ingår i familjen dykare.
Kladogram enligt Catalogue of Life:
| Allodessus | \| \| Allodessus bistrigatus \| \| \| \| \| \| Allodessus megacephalus \| \| \| \| \| \| Allodessus oliveri \| \| \| \| \| \| Allodessus skottsbergi \| \| \| \| \| \| Allodessus thienemanni \| \| \| \| |
|            | \| \| Allodessus bistrigatus \| \| \| \| \| \| Allodessus megacephalus \| \| \| \| \| \| Allodessus oliveri \| \| \| \| \| \| Allodessus skottsbergi \| \| \| \| \| \| Allodessus thienemanni \| \| \| \| |
|            | Allodessus bistrigatus |
|            | |
|            | Allodessus megacephalus |
|            | |
|            | Allodessus oliveri |
|            | |
|            | Allodessus skottsbergi |
|            | |
|            | Allodessus thienemanni |
|            | |

## Bildgalleri

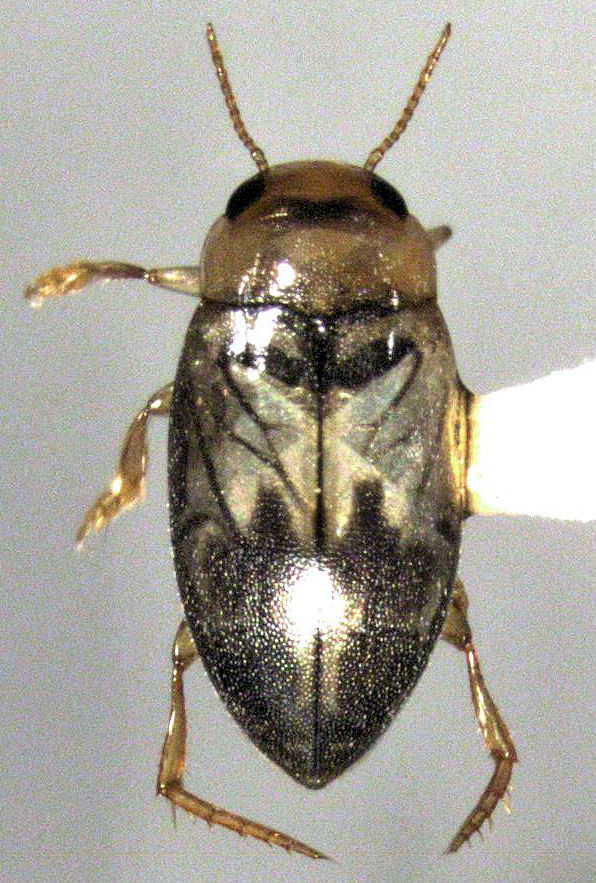
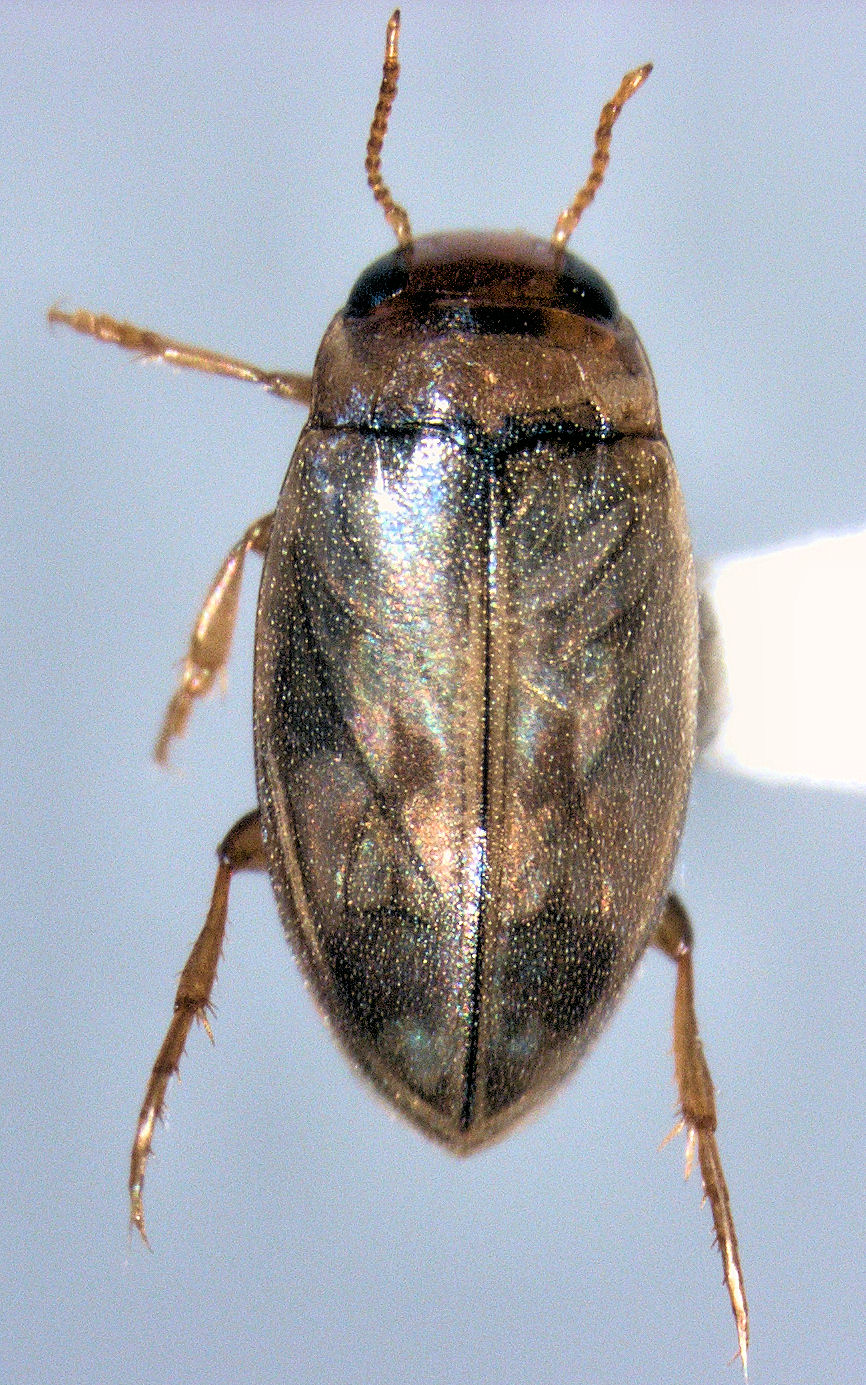